# Bric della Croce
Il Bric della Croce (911,5 m s.l.m.) è una montagna delle Prealpi Liguri nelle Alpi Liguri. 

## Geografia

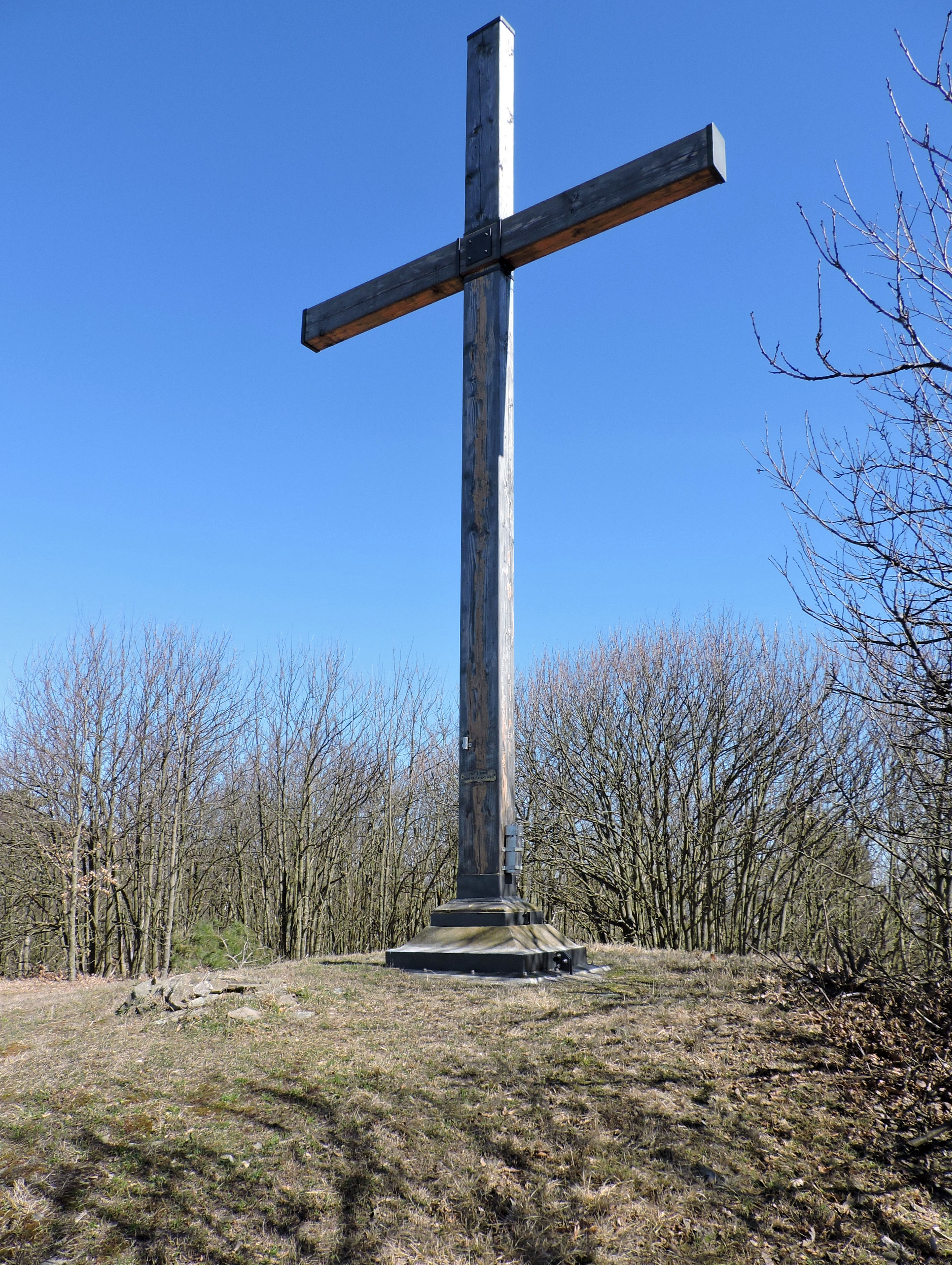
La croce di vetta

La montagna è situata nella parte centrale della provincia di Savona tra i comuni di Osiglia e Bormida. Si colloca poco ad ovest del Colle di Cadibona e si trova sul costolone che separa la vallata di Osiglia (a ovest) da quella della Bormida di Pallare. 
Verso nord una sella a 858 metri di quota la divide dal monte Ronco di Maglio (1109 m), mentre a sud-ovest il costolone tra le due vallate digrada verso la Colla Baltera. Scendendo dalla vetta lungo il versante ovest si incontrano le prime abitazioni di Osiglia alla borgata Carlevari. Sulla radura che occupa la cima sorge una alta croce in legno con basamento in metallo alla base della quale è ospitato un libro di vetta.

## Accesso alla cima
La montagna si può raggiungere per vari sentieri, tra i quali quello che parte dalla Colla Baltera (794 m di quota) e ne raggiunge la sommità da sud. Sul lato opposto il sentiero continua verso il monte Ronco di Maglio. Il monte è anche accessibile con la mountain bike. Dalla cima si gode di un buon panorama sulla sottostante vallata del torrente Osiglietta.

## Ambiente

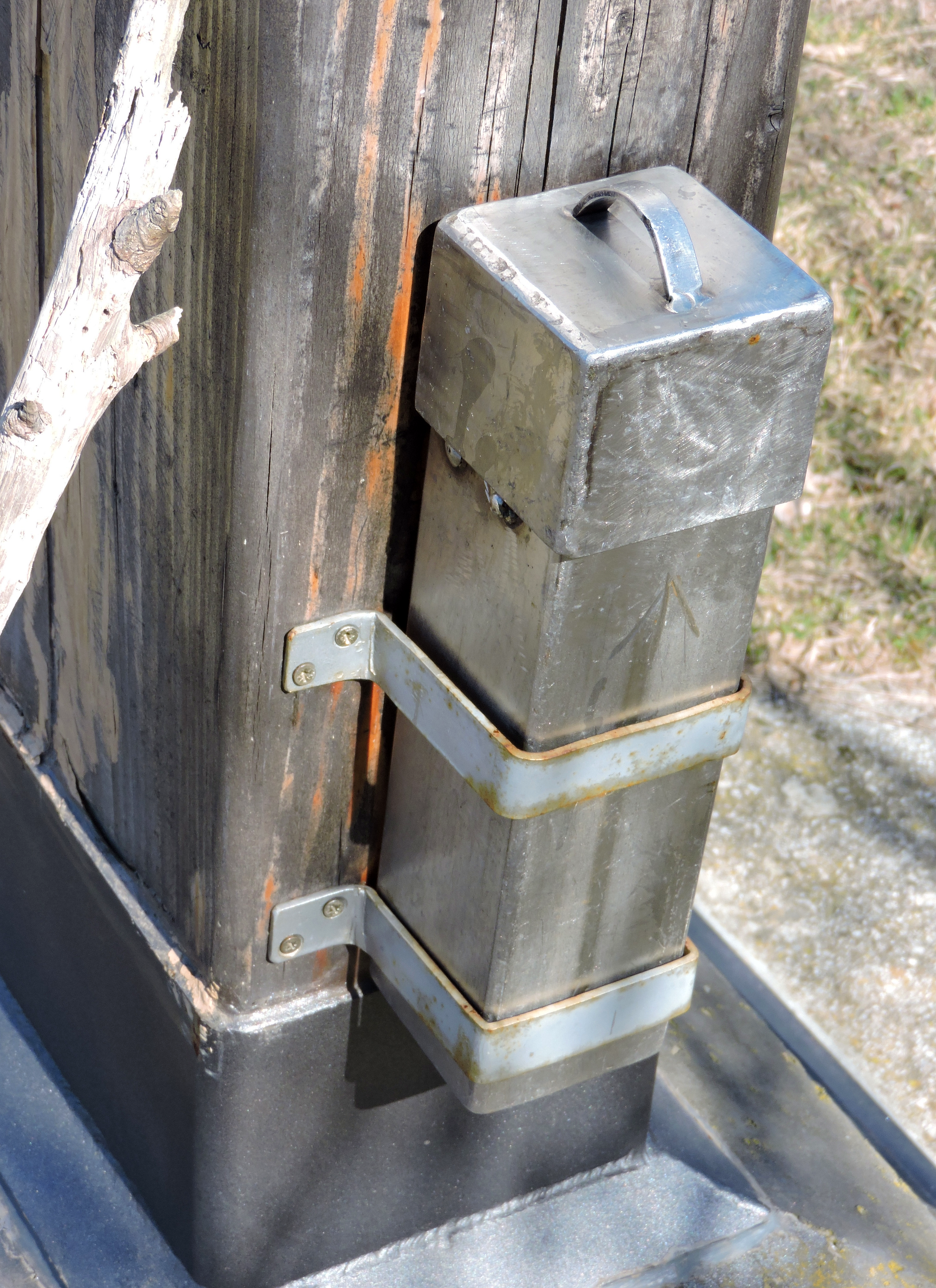
Il contenitore del libro di vetta

Tutta la zona è ricca di boschi nei quali prevalgono di gran lunga le latifoglie. Varie centinaia di ettari di superficie forestale sono di proprietà comunale.